# Métro de Luoyang
Le métro de Luoyang (chinois simplifié : 洛阳地铁 ; chinois traditionnel : 洛陽地鐵 ; pinyin : Luòyáng dìtiē) est un réseau de métro de la ville de Luoyang, dans la province du Henan en Chine,  desservant la zone urbaine et les districts de banlieue. Il comporte actuellement deux lignes en service, la ligne 1, inaugurée le 28 mars 2021, suivie par une deuxième ligne, la ligne 2 mise en service en 2021. À terme, le réseau devrait comporter quatre lignes. Il est le second métro de la province du Henan et aussi le premier système de métro d'une ville qui n'est pas une capitale régionale du centre et de l'ouest de la Chine.

## Historique
La première phase du réseau qui inclut la ligne 1 et la première phase de la ligne 2 a été approuvée par La commission nationale du développement et des réformes (National Development and Reform Commission en anglais) en août 2016.
La Ligne 1 cumule 25,3 km de longueur et compte 19 stations, et la première phase de la ligne 2 fera 18,3 km pour 15 stations.
La construction de la ligne 1 a commencé le 28 juin 2017 pour s'achever avec son inauguration le 28 mars 2021, et la construction de la ligne 2 le 26 décembre 2017.

## Description du réseau

### Ligne 1
La ligne 1 est une ligne est-ouest partant de la station Hongshan (红山) et arrivant à la station de Yangwan (杨湾). Cette ligne a été inaugurée le 28 mars 2021.

### Ligne 2
- La ligne 2 est une ligne nord-sud partant de la station Rue Erqiao (二乔路) et arrivant à la station Balitang (八里堂). Cette ligne a été inaugurée le 26 décembre 2021.
- Elle dessert la gare de Luoyang.